# Zr. Ms. Zeeleeuw (S803)
Zr. Ms. Zeeleeuw (S803) je ponorka Nizozemského královského námořnictva, která byla postavena v loděnici Rotterdamsche Droogdok Maatschappij. Jedná se o druhou jednotku třídy Walrus.

## Technické specifikace a výzbroj
Ponorka měří na délku 68 m a na šířku 8,5 m. Ponor ponorky je hluboký 7 m a když je Zeeleeuw ponořená, tak vytlačí 2 650 t vody. Posádku ponorky tvoří 55 důstojníků a námořníků a při ponoření Zeeleeuw dokáže plout rychlostí až 37 km/h. Výzbroj ponorky tvoří torpéda Mk 48 a protilodní střely UGM-84 Harpoon.

## Galerie

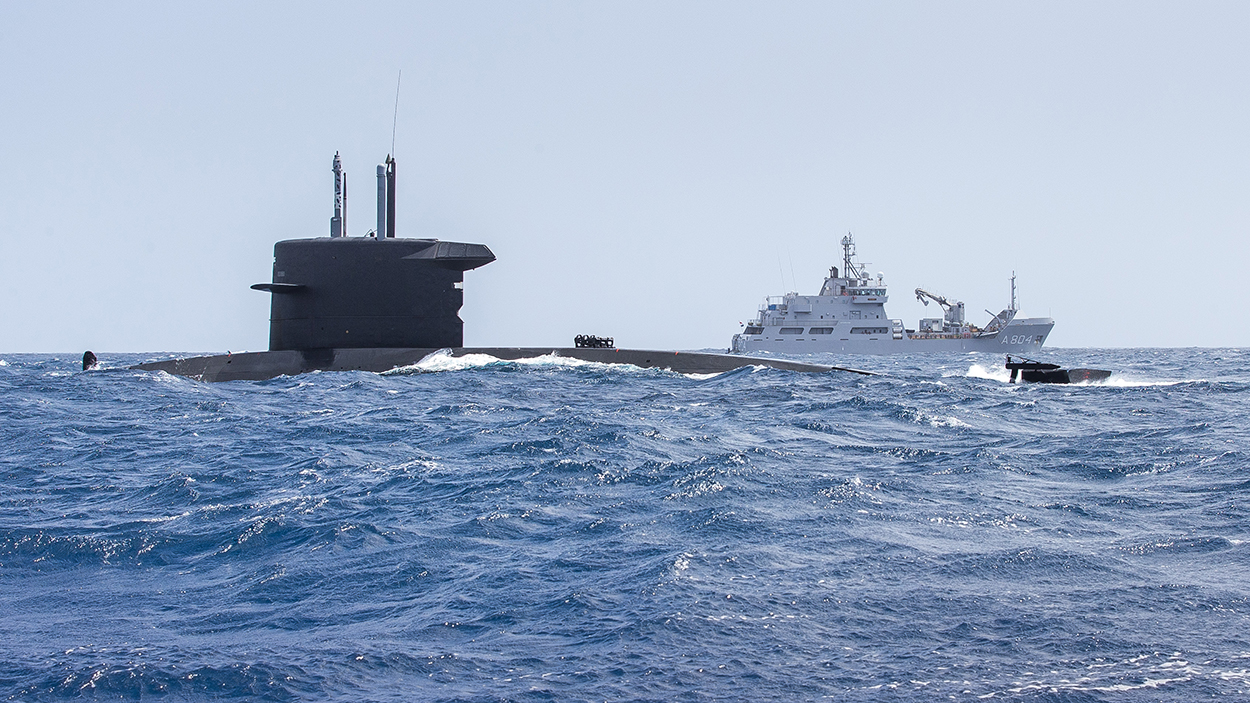
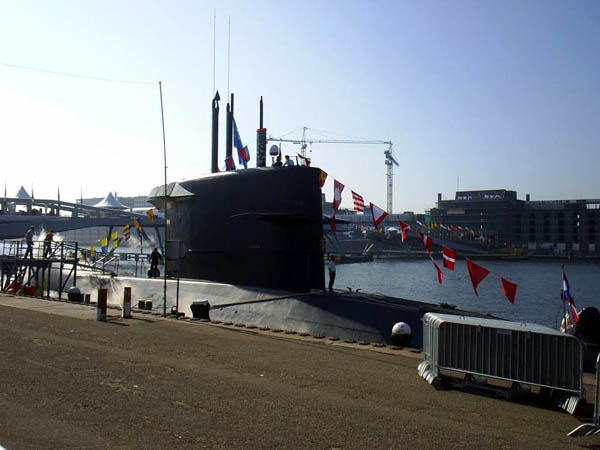
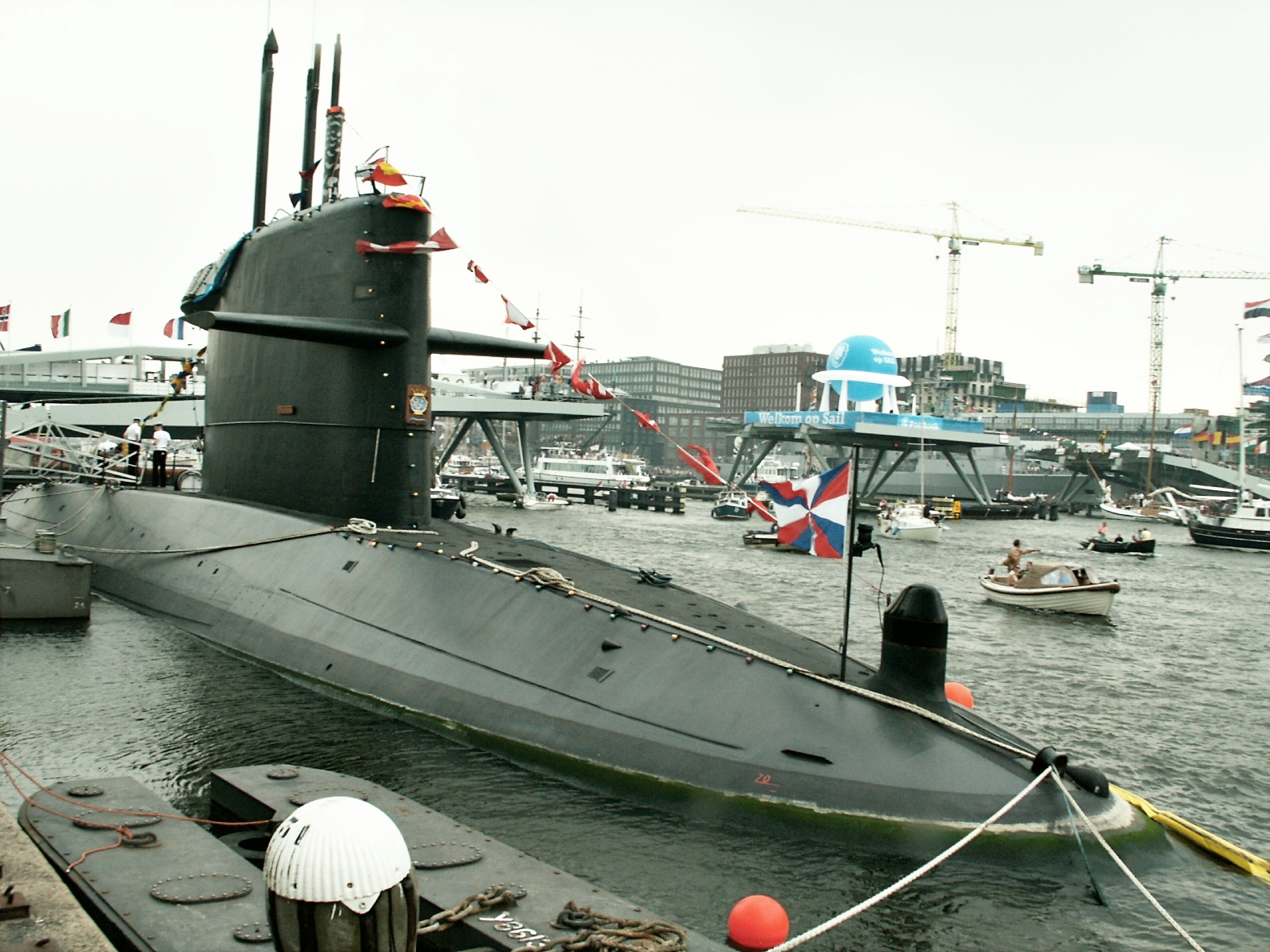
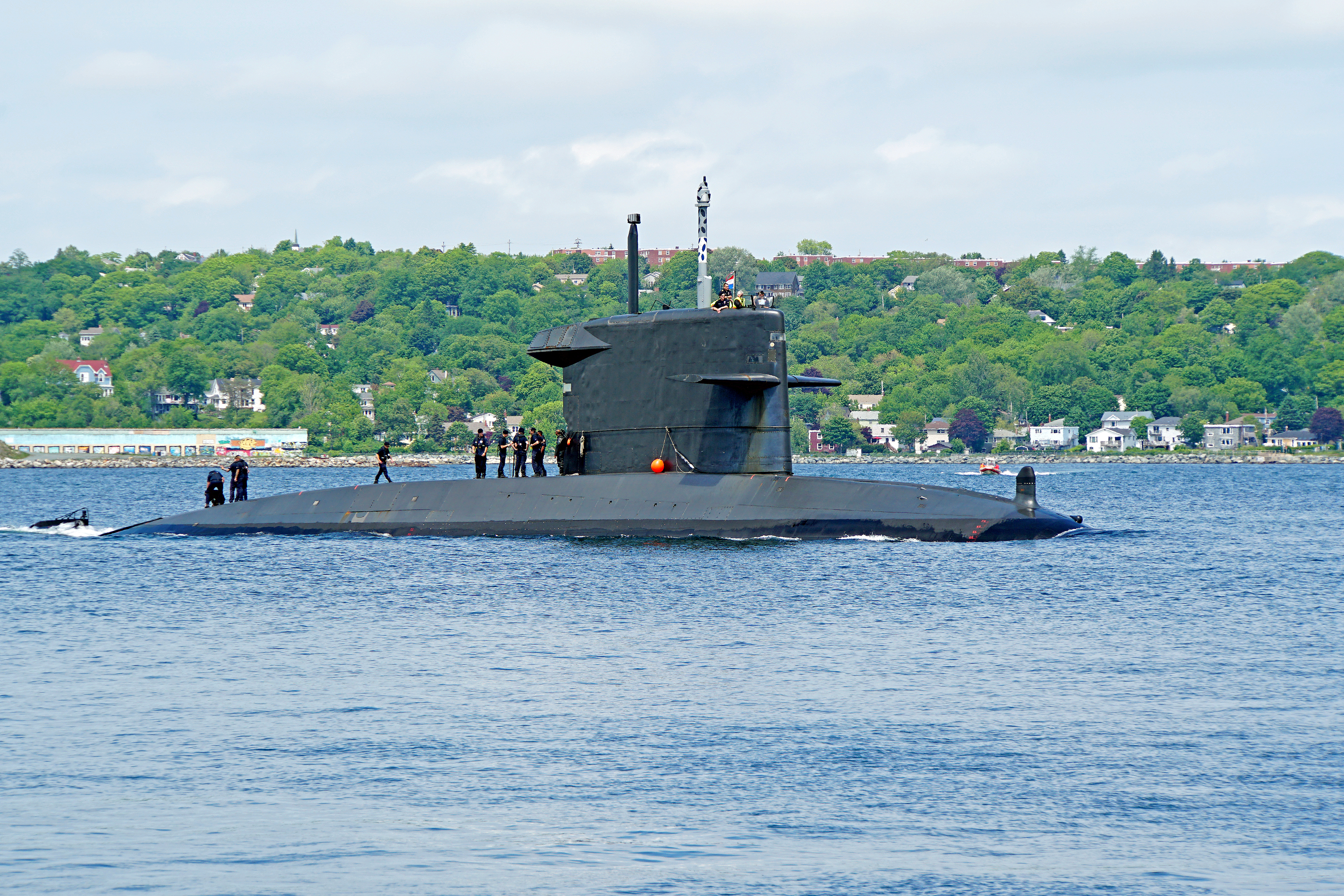
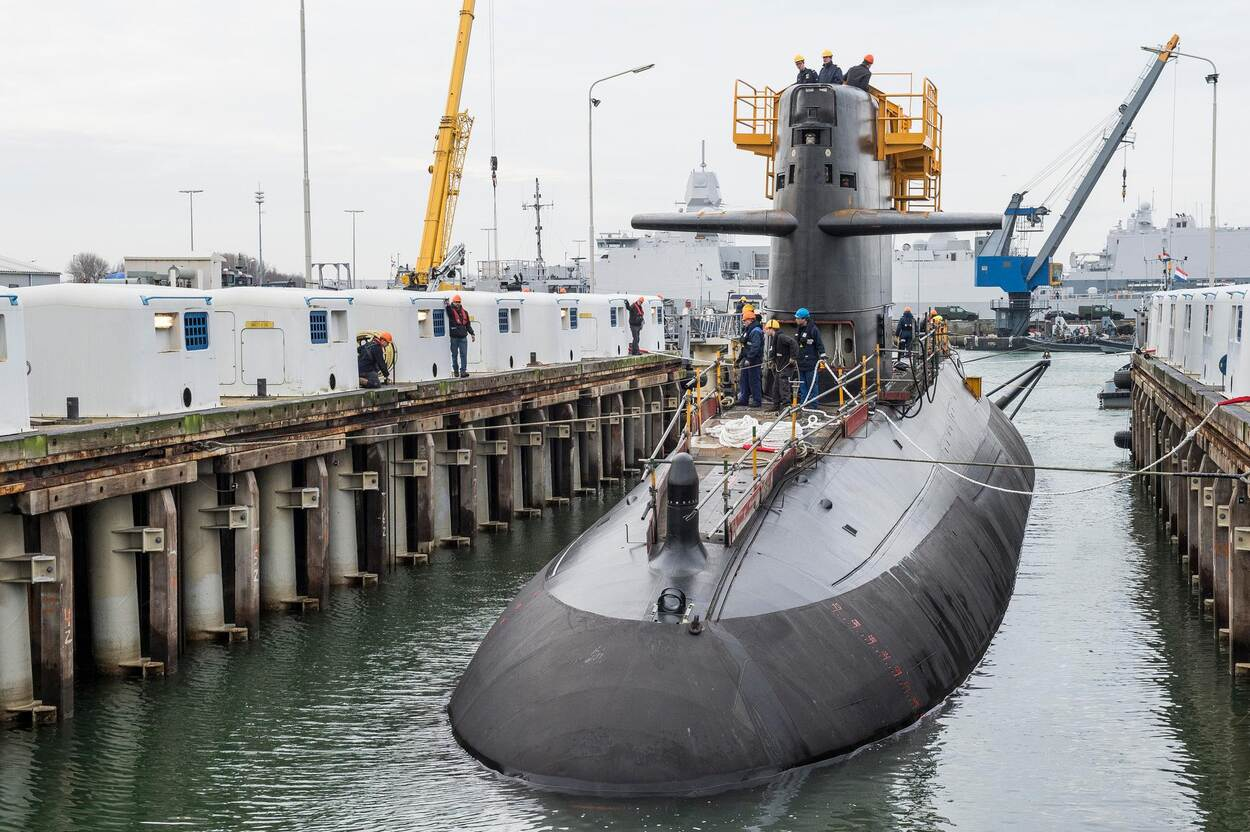
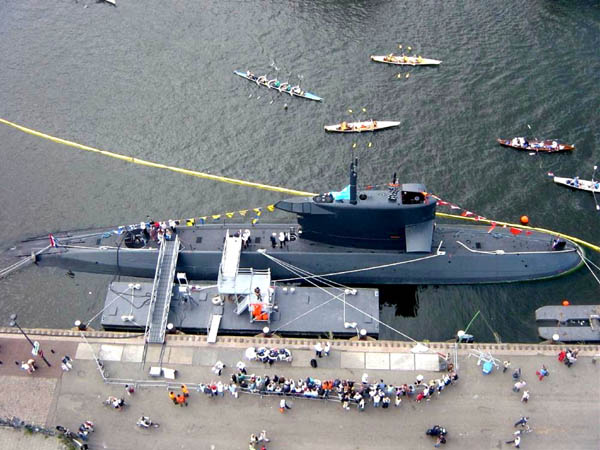
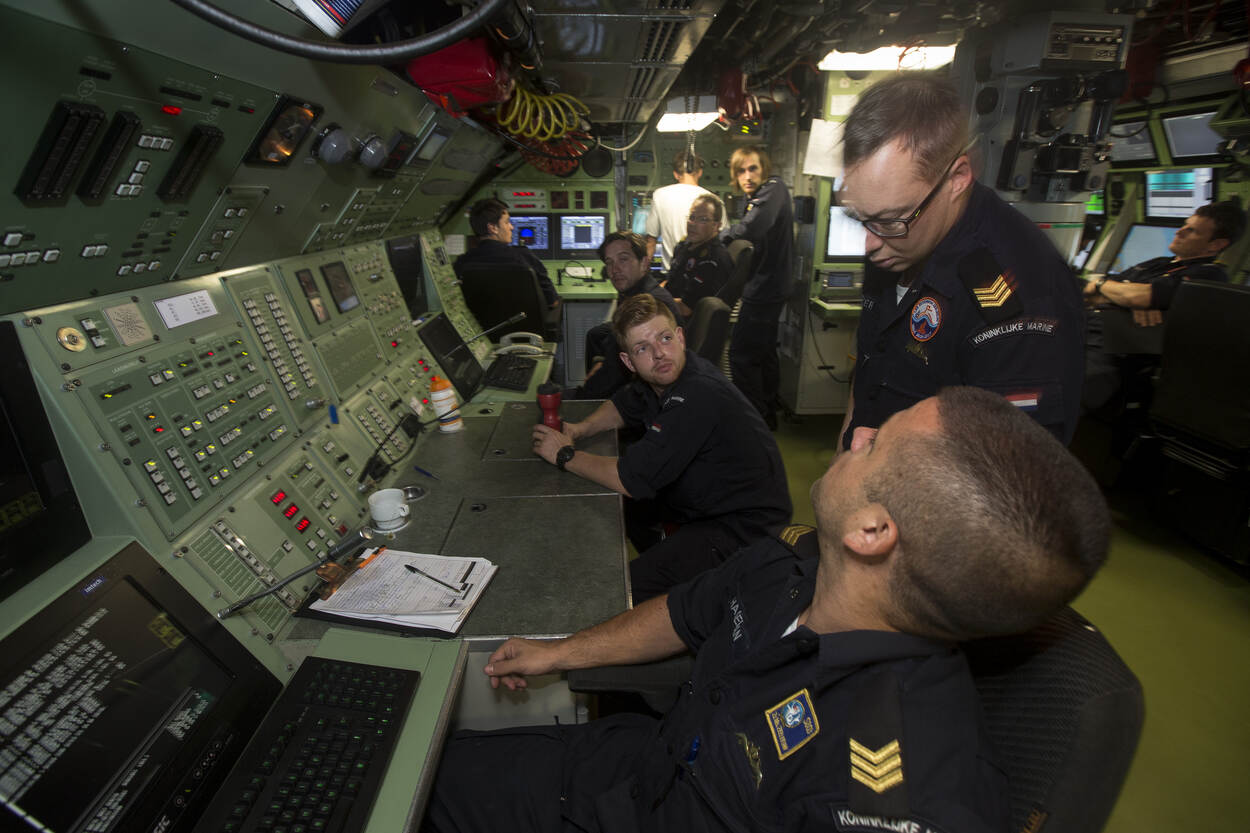